# Classicismo (arte)

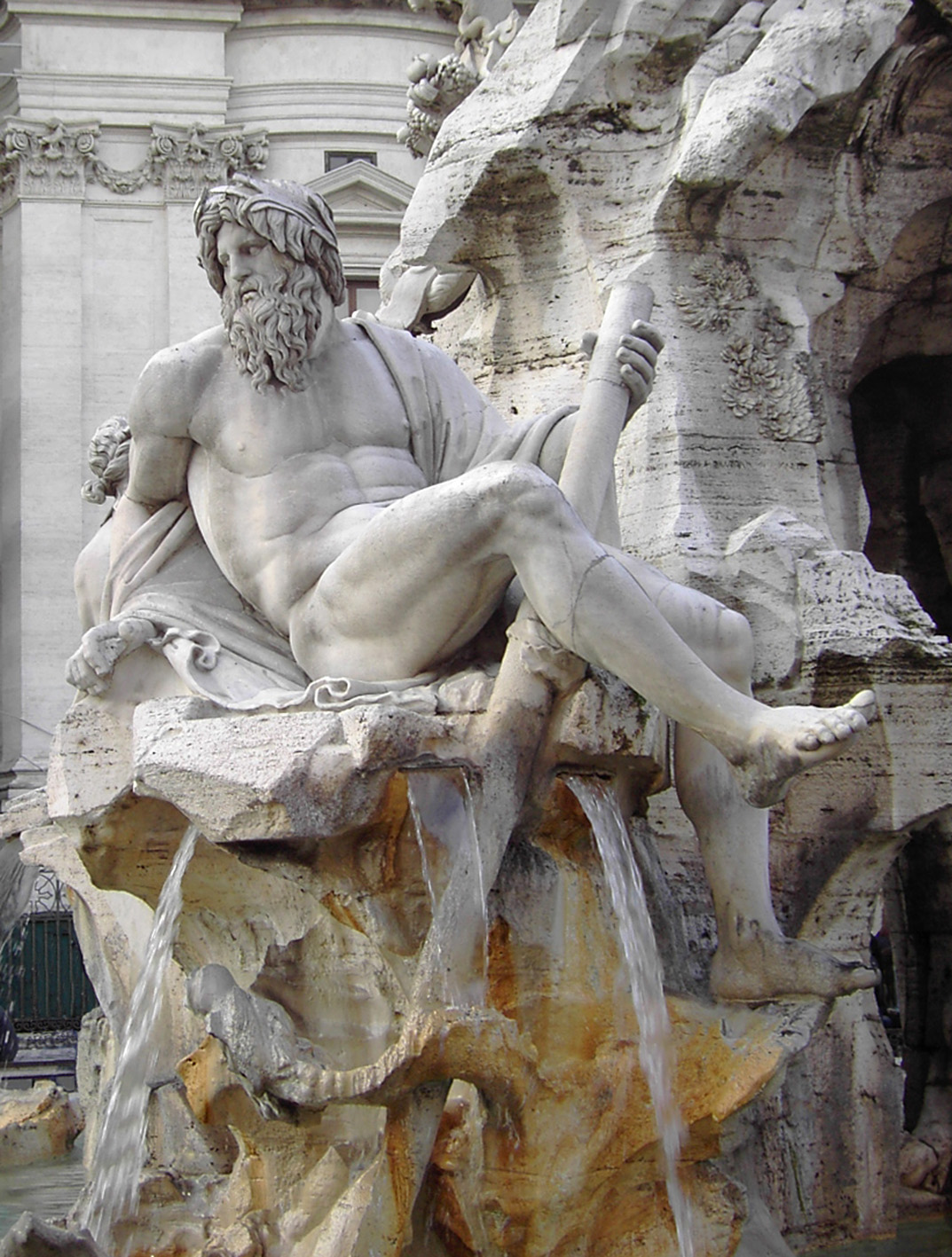
Dettaglio della Fontana dei quattro fiumi, Bernini, 1651.

Il classicismo in campo artistico ed estetico è un atteggiamento culturale che consiste nell'attribuire un valore esemplare ai modelli di arte dell'antichità classica. Indica la tendenza ad una concezione universale e immutabile della bellezza ideale, espressa tramite l'ordine, l'armonia, l'equilibrio, la proporzione di alcune opere a cui viene assegnato un ruolo normativo ed esemplare.
In questa accezione il classicismo si trova in molti tempi e culture, contrapposto all'idea, anch'essa universale, di un'arte scevra da modelli, da regole e da una definizione del bello precostituita. Talvolta è possibile che i sostenitori di un modello artistico piuttosto che dell'altro, cerchino di far coincidere la dicotomia fra classicismo e anticlassicismo con quella fra il "bello" ed il "brutto" artistico.
Il termine "classicismo" si trova proposto in diversi periodi storici:
- il classicismo in senso stretto, nato nell'ambiente umanistico del XV secolo, si impose nel Rinascimento italiano;
- si diffuse nel Seicento in tutta Europa a cavallo tra Manierismo e Barocco;
- rappresentò una corrente letteraria della fase pre-romantica (fine XVIII secolo);
- sfociò nel movimento di contrapposizione al Romanticismo prendendo il nome di neoclassicismo tra il XVIII e il XIX secolo.

## Storia

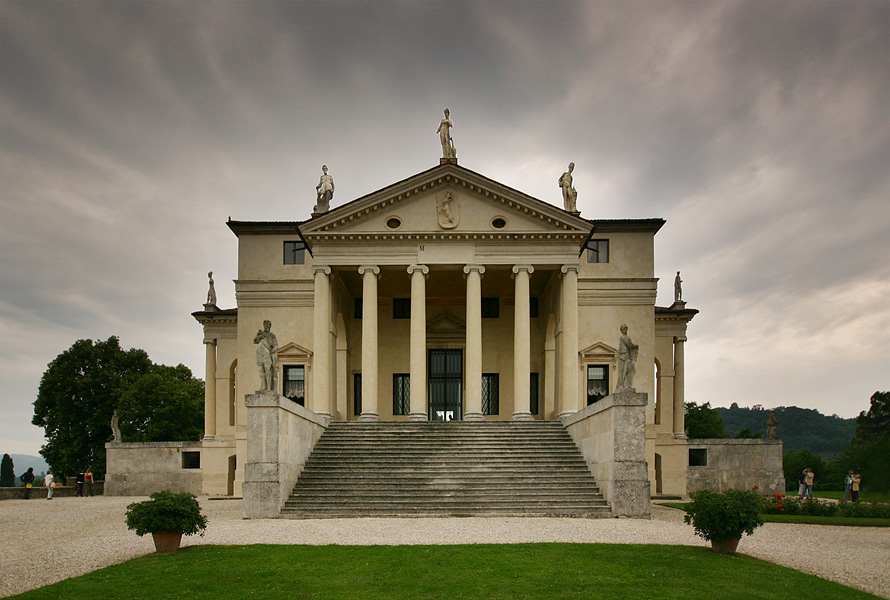
Villa Capra detta La Rotonda, Palladio (1566).

L'origine del classicismo va posta intorno al 450 a.C., quando nella scultura gli artisti raggiunsero un compromesso tra la simbolizzazione della figura religiosa e la verosimiglianza del mondo della natura e del reale.
Se Cicerone già nel I secolo a.C. descrisse le statue di Fidia come esemplari di bellezza, spettò ad Orazio sostenere nell'Ars poetica l'ideale dell'imitazione della natura, che diverrà poi la base razionalistica del classicismo diffusosi dal rinascimentale in avanti.
Durante il periodo di Adriano si costituirono alcuni elementi fondamentali del classicismo, come il perseguimento di uno stile che comporti un equilibrio fra contenuto e forma, fra immaginazione e ragione, oltre allo scavalcamento del soggettivismo nell'atto creativo e l'imitazione delle opere modello del passato.
Se già nell'arte carolingia (cappella Palatina di Aquisgrana), in quella romanica, gotica e duecentesca (Arnolfo nella scultura e Giotto nella pittura) si rintracceranno elementi classici, soltanto dal XV secolo in poi il gusto dell'imitazione dell'antico apparve predominante nei lavori di alcuni artisti, i quali ricercavano lo spirito e le norme estetiche che conducessero ai capolavori del passato. Tra gli artisti più noti che si misero in evidenza sia con le opere sia con gli scritti, si possono citare Donatello, Masaccio, Mantegna, Bramante, mentre in Leonardo, Michelangelo e Correggio furono presenti caratteri sia classici che anticlassici. Per quanto riguarda l'architettura Brunelleschi e Leon Battista Alberti diedero un forte impulso al classicismo nel corso del XV secolo, grazie all'invenzione della prospettiva il primo ed al rispetto delle regole vitruviane di proporzione e armonia da parte di entrambi, per arrivare nel secolo successivo al Palladio e la sua Teoria delle proporzioni architettoniche e al Savoldo con elementi primi di riflessione storicistica e mitologica.
Il rigido opporsi alla libertà artistica imposto dalla Controriforma influenzò sia l'ultima fase del manierismo del Cinquecento sia le tendenze seicentesche, basti pensare a Giulio Romano e ai fratelli Agostino e Annibale Carracci con il loro invito ad ispirarsi non solo ai maestri del Cinquecento ma anche ai grandi artisti dell'ellenismo. Le scuole del classicismo di maggiore diffusione furono, nella seconda metà del XVI secolo, quella di Roma e di Bologna.
I pittori classicisti si ispiravano alle opere di Michelangelo e soprattutto ai grandiosi affreschi dell'ultimo periodo di Raffaello, come le Stanze Vaticane. Lo stile classicista del XVI secolo si distinse, tra gli altri elementi, per il senso del movimento e del volume dei corpi, similmente e parallelamente al manierismo, ma con toni più solenni.
Spesso viene posto in contrapposizione al realismo caravaggesco, che rifiutava l'imitazione proponendo invece nuovi approcci innovativi.
Nel Seicento il classicismo si propagò anche nel resto dell'Europa, in Francia grazie alle opere ed i trattati di Nicolas Poussin e Le Lorrain, a lungo soggiornanti in Italia. I due artisti innalzarono a tal punto il paesaggio arcadico da far divenire il classicismo l'arte ufficiale nel loro Paese ai tempi di Luigi XIV.
In Inghilterra gli architetti del Seicento e del Settecento, come Inigo Jones e Lord Burlington, si ispirarono soprattutto a Palladio.

## Movimenti
- Classicismo secentesco
- Classicismo sette-ottocentesco
- Classicismo novecentesco
- Classicismo socialista